# Rachanie (gromada)
Rachanie – dawna gromada, czyli najmniejsza jednostka podziału terytorialnego Polskiej Rzeczypospolitej Ludowej w latach 1954–1972.
Gromady, z gromadzkimi radami narodowymi (GRN) jako organami władzy najniższego stopnia na wsi, funkcjonowały od reformy reorganizującej administrację wiejską przeprowadzonej jesienią 1954 do momentu ich zniesienia z dniem 1 stycznia 1973, tym samym wypierając organizację gminną w latach 1954–1972.
Gromadę Rachanie z siedzibą GRN w Rachaniach utworzono – jako jedną z 8759 gromad na obszarze Polski – w powiecie tomaszowskim w woj. lubelskim na mocy uchwały nr 16 WRN w Lublinie z dnia 5 października 1954. W skład jednostki weszły obszary dotychczasowych gromad Rachanie wieś, Rachanie kol., Żwiartówek, Józefówka, Pawłówka, Michalów wieś, Michalów kol. i Siemnice ze zniesionej gminy Rachanie w tymże powiecie. Dla gromady ustalono 27 członków gromadzkiej rady narodowej.
1 stycznia 1959 do gromady Rachanie włączono wieś i kolonię Werechanie, kolonie Falków Nr 1 i 2, kolonię Pod Pawłówką i gajówkę Maziarnia ze zniesionej gromady Tymin w tymże powiecie.
1 stycznia 1969 do gromady Rachanie włączono wsie Zwiartów i Kolonia Zwiartów ze zniesionej gromady Dzierążnia oraz wsie Grodysławice i Kolonia Grodysławice ze zniesionej gromady Wólka Pukarzowska w tymże powiecie.
Gromada przetrwała do końca 1972 roku, czyli do kolejnej reformy gminnej. 1 stycznia 1973 w powiecie tomaszowskim reaktywowano gminę Rachanie.